# Cantó d'Arc-en-Barrois
El cantó d'Arc-en-Barrois és un cantó francès del departament de l'Alt Marne, situat al districte de Chaumont. Té 10 municipis i el cap és Arc-en-Barrois.

## Municipis
- Arc-en-Barrois
- Aubepierre-sur-Aube
- Bugnières
- Coupray
- Cour-l'Évêque
- Dancevoir
- Giey-sur-Aujon
- Leffonds
- Richebourg
- Villiers-sur-Suize

## Història
| Data d'elecció                           | Identitat         | Partit          | Qualitat |
| ---------------------------------------- | ----------------- | --------------- | -------- |
| 1949-1967                                | Auguste Huvig     | Divers droite   |          |
| 1967-2004                                | Charles Fèvre     | RI, després UDF |          |
| 2004-2011                                | Michel Saulet     | UMP             |          |
| 2011-                                    | Yvette Rossigneux | Divers droite   |          |
| les dades anteriors no són pas conegudes |                   |                 |          |
|                                          |                   |                 |          |

## Demografia
| A partir de 1990: Població sense dobles comptes |